# 天野莉絵
天野 莉絵（あまの りえ、1991年2月25日 - ）は、日本の女性ファッションモデル、タレント。
三重県出身。フォービズムエンターテイメント所属。

## 略歴
女子小中学生向けファッション雑誌『ピチレモン』（学研）の2004年読者モデルオーディションでグランプリを獲得し、同誌の専属モデル（ピチモ）になる。2007年8月号で卒業した。
2007年、講談社「ミスマガジン2007」セミファイナル16名に進出された。
2010年1月18日、タンバリンアーティスツとの契約を終了し、芸能界を引退した。
2012年10月4日、自身のブログにて芸能界復帰を報告。

## 人物
趣味・特技は、ピアノ、マリンバ。魚マニアで水族館に行くこと（自称“サカナちゃん”）でもある。初恋の相手は3歳の時に海遊館で見たジンベイザメだったとも話したことがある。

## 出演

### スチール
- 「駿台予備校　夏期講習」イメージモデル 2006年5 - 8月
- 「駿台予備校　冬期講習」イメージモデル 2006年9 - 12月
- 「エンジェルブルー」（ナルミヤインターナショナル）イメージモデル 2005年8月 - 12月

### テレビ
- 「アニメの裏側まるごと見ちゃおう大作戦！」（テレビ東京） 2007年11月
- 「ピチスタ」（テレ玉） 2006年11月 -
- 「NEWS！371！」（つくばテレビ）MCレギュラー 2008年4月 -

### 映画
- 「ピチモでドラマ－私がモデルになれた理由－」（東映ビデオ） 2005年12月

### イベント
- 「タンバリンマニア02」（秋葉原GOODMAN） 2008年3月29日
- 「タンバリンマニア01」（北沢タウンホール） 2008年1月6日
- 「ピチレモンフェスタ」（学研） 2006年10月
- 「東京ゲームショウ2006　NTTドコモブース内バンダイネットワークスコーナー ガンダムシードデスティニー」 2006年9月
- 「ピチレモン夏まつり」（学研） 2005年7月

## 書籍

### 雑誌連載
- ピチレモン（学研、2005年2月号 - 2007年7月号） - 専属モデル[6]
- pure2 ピュアピュア（辰巳出版、2005年3月 - 2006年11月）
- 週刊プレイボーイ「第1回ビキニプリンセス・グランプリ受賞」（集英社、2008年9月）
- ヤングマガジン17号、週刊少年マガジン18号（講談社、2007年3 - 4月）
- 週刊ヤングジャンプ 表紙&巻頭グラビアページ（集英社、2008年3月 - ）

## 作品

### 写真集
- amaryllis（2008年3月、彩文館出版、撮影：西條 彰仁　ISBN 978-4775603017）

### イメージDVD
- ピュア☆ピュアVOL.4『天野莉絵〜風のように 空のように〜』（2005年、マーレ）
- ピチモでドラマ〜私がモデルになれた理由〜（2006年、東映ビデオ）
- amaryllis（2008年4月28日発売、彩文館出版）
- Magical Trip（2008年7月23日発売、ゴマブックス）
- りむ@STATION（2009年1月21日発売、東映ビデオ）
- めっちゃスキ！（2009年7月24日発売、竹書房）